# Thomas Geider
Thomas Geider (* 29. April 1953 in Bonn; † 15. Oktober 2010) war ein deutscher Afrikanist und Ethnologe, der insbesondere zu mündlichen Literaturen (Oraturen) forschte.

## Leben
Geider studierte ab 1974 Geographie, Ethnologie und Afrikanistik an den Universitäten Bonn und Köln, u. a. bei dem Bantuisten Wilhelm Möhlig, der sein Interesse an volkskundlicher Erzählforschung weckte. 1980 schloss er als Magister ab. Um Volkserzählungen der Pokomo zu studieren, unternahm er zwischen 1977 und 1988 mehrere Feldforschungsaufenthalte am Fluss Tana im Osten Kenias. Von 1985 bis 1991 war er wissenschaftlicher Mitarbeiter im Bereich Afrikanische Philologie am Institut für Ethnologie und Afrikastudien der Johannes Gutenberg-Universität Mainz. Mit einer Arbeit über „Die Figur des Oger in der traditionellen Literatur und Lebenswelt der Pokomo in Ost-Kenya“ wurde er 1989 in Köln promoviert. Von 1991 bis 1996 hatte er die Stelle eines Wissenschaftlichen Mitarbeiters am Frankfurter Sonderforschungsbereich „Kulturentwicklung und Sprachgeschichte im Naturraum Westafrikanische Savanne“ inne. Mit Rose Marie Beck und Werner Graebner gründete Geider 1994 die Fachzeitschrift Swahili Forum.
Angesichts der wenigen akademischen Dauerstellen im „Kleinen Fach“ Afrikanistik und seiner untypischen, zwischen afrikanistischer Sprachwissenschaft, Philologie und Ethnologie angesiedelten Spezialisierung, musste Geider oft zwischen befristeten Anstellungen wechseln. Seine Lehr- und Forschungstätigkeit zu Sprachen und Oralliteraturen Afrikas führte ihn an die Universitäten Maiduguri (Bundesstaat Borno, im Nordosten Nigerias), Leipzig und Mainz, wo er von 2000 bis 2002 kommissarisch die Jahn-Bibliothek für afrikanische Literaturen leitete. Nach seiner Habilitation 2001 über die „Motivforschung in Volkserzählungen der Kanuri“ im Fachbereich Sprach- und Kulturwissenschaften der Frankfurter Goethe-Universität lehrte er als Privatdozent für Afrikanistik. Im Jahre 2007 wurde Geider aufgrund seiner Verdienste um die afrikanische Oraturforschung zum außerplanmäßigen Professor an der Goethe-Universität ernannt. Von 2009 bis 2010 vertrat er den Lehrstuhl für afrikanische Sprachen und Literaturen an der Universität Leipzig.
Geider erlitt auf der Fahrt zwischen Leipzig und seinem Wohnort Köln einen Schlaganfall, an dessen Folgen er starb.